# Skrobia utleniona
Skrobia utleniona (E1404) – skrobia modyfikowana chemicznie na drodze utleniania, o zawartości grup karboksylowych nie większej niż 1,1%. Stosowana w przemyśle spożywczym jako zagęstnik, charakteryzuje się niższą lepkością oraz większą stabilnością reologiczną w porównaniu do skrobi natywnej.